# Jüri Tarmak
Jüri Tarmak (* 21. Juli 1946 in Tallinn; † 22. Juni 2022 ebenda) war ein sowjetischer Leichtathlet. Er wurde 1972 Olympiasieger im Hochsprung.

## Leben
Zunächst spielte Tarmak Basketball und Volleyball und betrieb nebenher auch Leichtathletik. Da er groß und schlank war, wurde er zum Hochsprung geführt. Die Anfänge in dieser Richtung waren bescheiden: Als 17-Jähriger übersprang Tarmak lediglich 1,75 m. Zwei Jahre später schaffte er schließlich 2,00 m, aber zur Weltspitze fehlten ihm immer noch 20 Zentimeter. Im Jahr 1966 konnte der damals 20-Jährige seinen ersten Erfolg verbuchen: Mit übersprungenen 2,10 m wurde er Zweiter der sowjetischen Juniorenmeisterschaften.
1970 wurde er Mitglied der sowjetischen Leichtathletiknationalmannschaft. Seine Trainer waren Viktor Vaiksaar in Tallinn und Pavel Gojchman bei Dynamo Leningrad. Bei den Leichtathletik-Halleneuropameisterschaften 1971 holte er Silber und ein Jahr später Bronze. Den Höhepunkt seiner Karriere erlebte er 1972 mit dem Gewinn der Goldmedaille bei den Olympischen Spielen in München. Er ist der letzte Olympiasieger, der den damals schon als veraltet geltenden Straddle-Sprungstil anwandte.
Bereits als Schüler hatte Tarmak einen Astronomie-Klub ins Leben gerufen und eine Abendschule besucht, um tagsüber als Laborant in einer Sternwarte zu arbeiten. In Leningrad studierte er an der Fakultät für Mathematik und Mechanik der dortigen Universität theoretische Astronomie.  Dieses Studium brach er jedoch ab, um sich seinem neu entwickelten Interesse an gesellschaftswissenschaftlichen Fragen zu widmen. Er promovierte und war danach als Dozent für Politische Ökonomie tätig. Im Februar 2001 wurde ihm für seine Verdienste der Orden des Estnischen Roten Kreuzes in der 2. Kategorie verliehen.

## Erfolge
- Olympische Spiele 1972 in München: Gold mit 2,23 m vor Stefan Junge (DDR) und Dwight Stones (USA) mit jeweils 2,21 m
- Hallen-EM 1971 in Sofia: Silber hinter István Major und vor Endre Kelemen, beide aus Ungarn
- Hallen-EM 1972 in Grenoble: Bronze hinter István Major (Ungarn) und Kęstutis Šapka (Sowjetunion)
- Jahresweltbestleistung 1972 mit 2,25 m

## Sonstiges
Jüri Tarmaks Vater, Aadu Tarmak, war ebenfalls als Leichtathlet erfolgreich und gewann 1943/44 die estnische Meisterschaft im Diskuswurf.